# Конон
Конон (грч. Κόνων, пре 444—после 393. п. н. е.) је био атински војсковођа. Био је главни заповедник када је уништена цела атинска флота у бици код Егоспотама. Као главни заповедник персијске флоте заслужан је за уништење спартанске флоте у бици код Книда 394. п. н. е. Захваљујући Конону за време Коринтскога рата поништени су главни резултати Пелопонеског рата, тј. Атина је поново добила флоту и изграђени су атински дуги зидови и утврђења у Пиреју.

## Прва заповедништва
Током 413. п. н. е. био је у заповедништву атинске флоте у Наупакту. Ту је спречавао коринтску флоту да шаље помоћ Сиракужанима. У једном поморском сукобу ниједна страна није однела победу.

## Покољ на Коркири
Током 410. п. н. е. био је стратег и послали су га на Коркиру да спречи планове олигархијске фракције, која је планирала да преда град Спарти. Коркира је тада била подељена на присталице демократије и на присталице олигархије. Присталице олигархије навијали су за Спарту. Конон је у Коркири оставио 600 Месењана из Наупакта и онда се усидрио крај острва. Кононови војници помогли су демократску фракцију и изненеда су напали присталице Спарте, неке су побили, неке ухапсили, а више од хиљаду њих протерали су са Коркире. Ослободили су робове и дали су грађанско право странцима. Након неколико дана симпатизери протераних заузели су трг и позвали протеране. Након борби током целе ноћи дошло је до споразума две стране и окончан је грађански рат. Изабран је за стратега у Атини 409. п. н. е. заједно са Алкибијадом и Трасибулом.

## Блокада у Митилени
За стратега је поново изабран 406. п. н. е. Тада је Алкибијад смењен и предао је дужност Конону, који је изабран као први од 10 стратега. Спартански наварх (главни адмирал) Каликратида је заузео Метимну на Лезбосу. Након тога могао је да крене у заузимање целог Лезбоса и да крчи пут према Хелеспонту. где би могао да угрожава снабдевање Атине житом. Конон је са 70 бродова пре заузимања Метимне кренуо у помоћ, али Метимна је пала пре него што је он стигао у помоћ. Када је Конону изашла у сусрет много већа спартанска флота он се повукао. Настојао је да бежи према Самосу, али тај правац је био блокиран, па је запловио према Митилени. Конон је успевао да бежи јер је имао боље веслаче. Ипак Каликратида је са флотом од 170 бродова успео да пресретне атинску флоту на улазу у луку у Митилени. Конон је тада био присиљен да се бори на улазу у луку и тада је атинска флота изгубила 30 бродова. Преосталих 40 бродова извукли су на копно испод зидина Митилене. Каликратида је након тога блокирао Митилену и са копна и са мора.

## Битка код Аргинуских острва
Конон је обавестио Атињане да је блокиран, па је атинска флота од 150 бродова дошла да одблокира Конона. Каликратида је оставио копнену војску и 50 бродова под заповедништвом Етеоника да наставе са блокадом Митилене, а са преосталих 120 бродова сукобио се са атинском флотом у бици код Аргинуских острва 406. п. н. е. Атињани су победили у поморској бици изгубивши 25 бродова, а Спарта је изгубила око 70 бродова. Након битке атински заповедници разматрали су шта да раде. Требало је да покупе преживеле са 25 потопљених бродова, а имали су прилику исто тако да изненаде Етеоникову флоту, која је блокирала Митилену. Одлучили су да са већином бродова покушају да изненаде и потопе Етеоникову флоту. Са мањим бројем бродова кренули су да спасавају преживеле морнаре. Ипак олуја их је спречила, па нису спасили морнаре, а и Етеоникова флота им је умакла. Касније је у Атини суђено генералима, јер су пропустили да спасу неколико хиљада морнара са потопљених бродова. Шест атинских генерала осуђено је на смрт. Конон је тада задржао заповедништво.

## Битка код Егоспотама
Након победе у бици код Аргинуских острва Конон је са својом флотом успоставио базу у Самосу. Лисандар је обновио спартанску флоту и успео је да успостави базу на Хелеспонту у Абиду, одакле је нападао стратешки значајан Лампсак. Претила је опасност да Лисандар блокира трговачке путеве и снабдевање Атине житом. Атињани су 405. п. н. е. одредили да Конон и Филокле заједнички деле заповедништво над флотом у Хелеспонту. Атинска флота успоставила је базу у Сесту. Пошто су настојали да буду близу Лисандра успоставили су логор на плажама ближе Лампсаку на месту званом Егоспотам. Та локација није била добра, јер није било луке, а било је и отежано снабдевање. Свакога дана атинска флота би излазила у борбеном распореду и чекала би пред луком у Лампасаку изазивајући Лисандра на битку. Пошто спартанска флота не би изашла у бој атинска флота би се вратила у своју базу. Алкибијад је саветовао Конону и Филоклу да промене положај логора. Алкибијад је од њих тражио удео у заповедништво обећавајући подршку Трачана. Конон и Филокле одбили су Алкибијадову помоћ, па се Алкибијад вратио кући. Атинска флота је свакога дана испловљавала и изазивала Лисандра на битку, али спартанска флота није излазила. Једнога дана Лисандар је испловио са својом флотом управо када је сазнао да су се Атињани искрцали и да ручају. Када се примакла спартанска флота Конон је дао сигнал да сви пожуре на своје бродове. Међутим било је већ касно, па је Лисандар изненадио је и заробио целу атинску флоту на плажи. Тада је заробио готово целу флоту и 3.000 Атињана. Побегло је само 10 бродова, укључујући и Конона. Конон се након губитка целе атинске флоте бојао да се врати у Атину. Побегао је на Кипар са укупно девет бродова код свог пријатеља краља Евагоре. Евагора је тада контролисао Кипар.

## Заповедник персијске морнарице у рату против Спарте
Неколико година Конон је остао на Кипру, све до 397. п. н. е. Када је Спарта започела рат против Персије Конон је започео да преговара са Персијанцима. На Кипру је ступио у контакт са Ктесијом, грчким лекарем у персијској служби. Успео је да се наметне код сатрапа Фарнабаза II. Евагора и Фарнабаз препоручили су Конона персијском цару. Фарнабаз II је предложио персијском краљу да именује Конона за заповедника персијске флоте. Персијанцима је тада био потребан неко искусан у рату са Спартом. Артаксеркс II је 397. п. н. е. именовао Конона заповедником персијске флоте. Конон се надао да ће ратујући за Персију и ако покори Спарту успети да поврати атинско вођство у Грчкој. Осим тога очекивао је да ће и сам постати славан. Конон је заповедао флотом од 300 бродова. Није причекао да му флота буде опремљена, него је са 40 бродова отпловио у Каунас у Карији. Спартански адмирал Фарак са Родоса је са 120 бродова блокирао Конона у Каунасу, али сатрапи Артаферн и Фарнабаз II натерали су Фарака да прекине опсаду. Након тога Конон је са 80 бродова отишао да помогне Родосу. Родос је 411. п. н. е. одметнуо од Атине и прешао на страну Спарте. На Родосу је била успостављена олигархија. Међутим Рођани су били незадовољни, па су се побунили против Спарте, истерали су пелопонешку флоту и примили су Конона. Када су се Спартанци враћали из Египта са великим товаром жита нису знали да се Родос одметнуо, па су код Родоса изгубили жито и бродове. Пад Родоса је представљао велики губитак за Спарту.

## Битка код Книда 394. пре нове ере
Конон и Фарнабаз II заповедали су персијском флотом, која је имала је више од 90 трирема. Била је стационирана на Хелеспонту. Писандар је кренуо из Книда према Хелеспонту са 85 трирема. Близу Книда наишао је на персијску флоту. Конон је заповедао грчким бродовима персијске флоте, а подоста иза њега пловио је сатрап Фарнабаз II заповедајући феничанским бродовима. Писандар се најпре сукобио са Кононовом флотом. У тој бици код Книда 394. п. н. е. победила је персијска флота. Конон је након тога кренуо за спартанским бродовима све до копна и заробио је 50 трирема.

## Истерују спартанске хармосте из многих грчких градова Мале Азије
Одмах након битке Конон и Фарнабаз II заузели су многе грчке градове у Јонији, који су били под спартанском контролом. Из тих градова протерали су спартанске гувернере и гарнизоне. Свуда су наглашавали да градовима дају независност. Након те битке Спарта је изгубила контролу над морем. Персија је могла да поново успостави своју доминацију у Јонији и делу Егејског мора. Конон и Фарнабаз нису успели да заузму Абид и Сест на Хелеспонту, које је Деркилида веома добро бранио. Након освајања великог дела Јоније покорили су и део Киклада. У пролеће 393. п. н. е. запосели су острво Мелос. Искрцао се у Месенији код Фере (данашња Каламата) и одатле су пустошили обални појас. Пошто нису ту учинили много вратили су се, па су заузело острво Китеру, где су успоставили гарнизон са атинским гувернером. Контролом Китере обезбеђивала се пловидба између Крита и Сицилије, а са Китере су увек могла напасти Лаконија. Китера је била острво, које је контролисало морски прилаз Лаконији и Спарти.

## Повратак у Атину и поновна изградња атинских зидина
Конон се 393. п. н. е. вратио у Атину. Сатрап Фарнабаз II дозволио је Конону да задржи 80 бродова. Дао му је и новца да поново изгради утврђења око Пиреја и дуге зидине између Атине и Пиреја. Конон је на тај начин брзо поново изградио атинска утврђења и зидине. На тај начин Конон је поништио главне резултате Пелопонеског рата, јер Атина је поново имала флоту и дуге зидине, које су биле срушене на крају Пелопонескога рата.

## Хапшење и смрт
Спарта је започела преговоре са персијским сатрапом Тирибазом. Главни спартански преговарач Анталкида нудио је Персији мир. Нудио је Персији све грчке градове у Азији у замену за персијску подршку. Спарта је била спремна да напусти све грчке градове у Азији, само да би осигурала своју позицију у Грчкој. Атина је одмах послала своје изасланике са циљем да неутралишу спартанску иницијативу. Конон је тада отишао у Сард, где га је Тирибаз ухапсио. Према једним изворима одведен је у унутрашњост Азије и да је умро. Према другима вероватнијим изворима побегао је на Кипар. Његов син Тимотеј постао је касније истакнути војсковођа.